# Пехович, Игорь Григорьевич
Игорь Григорьевич Пехович (род. 7 июля 1958 года, Горловка, Донецкая область, Украинская ССР, СССР) — актёр театра и кино, театральный режиссёр и педагог, вокалист.

## Биография
Закончил Щукинское театральное училище, режиссёрский и актёрский факультеты (мастерская Ю. П. Любимова и А. М. Вилькина, 1995), Московскую академию канторского искусства (2001, х\р Вл. Плисс).
С 1993 г. по н.вр. - актер Театра на Таганке.
2001-2010гг. — режиссёр-педагог театра-студии н.а. России В.Золотухина при Московском гуманитарном университете.
2010-2016гг.  - педагог актёрского мастерства и режиссуры в Московском государственном институте культуры, доцент.
В 2012 г. в рамках Творческой мастерской при театре на Таганке создал лабораторию «Система Грановского». В 2016 г. лаборатория преобразована в Московский театр Грановского (сайт - http://xn--80aagcch3bwjcbpbsfc.xn--p1ai/ Архивная копия от 24 ноября 2021 на Wayback Machine).
Почётный деятель искусств города Москвы (2017), Лауреат Международных театральных и музыкальных фестивалей в Москве, Санкт-Петербурге, Перми, Челябинске, Екатеринбурге, Риге, Тбилиси, Франкфурте-на-Майне, Дрездене, Киле и других.
Преподает мастер-классы по системе Грановского: Москва, СПб, Чебоксары, Екатеринбург, Витебск, Созополь (Болгария).

## Творчество

#### Роли в театре на Таганке, режиссер Юрий Любимов
"Добрый человек из Сезуана" Б. Брехта - Цирюльник Шу Фу.
"Живаго" Б. Пастернака - Михаил Гордон.
"Мастер и Маргарита" М. Булгакова - Мастер, Каифа, Афраний, Левий Матвей, Иуда, Бенгальский, Никанор Босой, Соков, Варенуха, Рюхин.
"Борис Годунов" А. Пушкина - Поэт; пан Вишневецкий.
"Павшие и живые" (2-я редакция) - Бурштейн; критик.
"Хроники" по У. Шекспиру - Епископ, Омерль, Бекингем, Норфолк.
"Медея" Еврипида - Креонт, царь Коринфа.
"Горе от ума — Горе уму — Горе ума" А. Грибоедова - Господин D.
"Замок" Ф. Кафки - Учитель.
**********************************************************************************
"Гроза двенадцатого года" (автор и реж. С. Глущенко) - Гёте, Талейран.
"Жизнь есть товар на вынос" Иосиф Бродский. Моноспектакль-джаз (реж. И. Пехович).
"Моцарт и Сальери" (2-я версия, реж. И. Пехович) - Моцарт.
"На все времена" Мисима, Брэдбери, Бродский (реж. Э. Гааз) - Поэт, Журналист, Бродский.
"Кориолан"  У. Шекспира (реж. А. Потапова) - трибун Сициний.
"Басня" по мотивам басен И. А. Крылова (реж. А.Кайдановский) - Старый Лев.
"Вий" Н. Гоголь, Веня Д'ркин (реж. А. Баркар) - казак Явтух.
"Снегурочка" А. Островского (реж. Д. Азаров) - Бобыль.
Роли в Международной Чеховской лаборатории (х\р Виктор Гульченко)
«Вишневый сад» - Фирс.
«Три сестры» - Чебутыкин.
«Дядя Ваня» - Серебряков.
«Иванов» (реж. С. Терещук) - Шабельский
Антрепризы
"Пир во время чумы" (1999, проект "Три версии одного шедевра" Московского театра "Вернисаж", реж. А.Зайцев) - Вальсингам.
Мюзикл "Остров сокровищ" (2012-15, реж. А.Гевондов, компания «Триумф», Москва) - сквайр Трэлони.
"На дне" М. Горького, Москва (2015) - Актер.
"Булгаковская фантасмагория" , Москва (2015)  - Понтий Пилат.
Мюзикл "Мастер и Маргарита" (2006, композитор К. Глазунов) - Берлиоз.

##### Режиссёрские работы
- 1993. «…но лучше мне говорить» («Голос») И. Бродского. Московский театр на Таганке. 2 премии 1-го Московского фестиваля «Памяти  Высоцкого» (1994).
- 1996. «Великий Утешитель» М. Волохова. 4 премии 3-го Московского фестиваля «Памяти Высоцкого», Москва.
- 1996. «Жизнь есть товар на вынос». Моноспектакль-джаз по поэзии И. Бродского. Лауреат Международных фестивалей: Монодрамы, Москва (1996, SOLO-2017); «Тhespis», Киль, Германия (2004). Участник Межд. фестивалей: «Монокль» (СПб, 1997), «Отражения» (Рига, 2003), Коноша (2015).
- 1998. Организатор и участник театрального форума «Дни памяти Соломона Михоэлса» в Московском театре «Вернисаж».
- 1998. «Моцарт и Сальери», 1-я версия А. Пушкина. Московский театр «Вернисаж». Гран-при Московского Международного Пушкинского фестиваля «Славянский венец» (1999).
- 1999. «Пир во время чумы», 1-я версия А. Пушкина. Московский театр «Вернисаж». Исп. роли Молодого человека.
- 1999. «Чума». Триптих по произв. А. Пушкина, Л. Перуца, Д. Вильсона. Рос. фонд культуры. Исп. ролей: король Рудольф II, Мародер, Молодой человек.
- 1999. «Лики Экклезиаста» А. Ковельмана. Муз. драм. спектакль с участием Московского хора «Хасидская капелла». Исп. роли Ученика.
- 2003. «Ромео и Джульетта» У. Шекспира. Театр-студия В. Золотухина. Исп. роли Капулетти.
- 2004. «Золотой ключ». Авторский мюзикл. Театр-студия В. Золотухина. Исп. роли Карло.
- 2005. «Гамлет» У. Шекспира. Совм. с анс. старинной музыки К. Пополовой. Театр-студия ZERO. Исп. роли Полония. «Золотой диплом» Межд. фестиваля “UniFest” (Челябинск, 2006).
- 2005. «Пуримшпиль». В рамках Международного фестиваля «Клезфест». Исп. ролей Мордехая и Канцлера.
- 2006. «Моцарт и Сальери» А. Пушкина. Моноспектакль.
- 2006. «Эмма, или Хорошее отношение к лошадям». Театр-студия В. Золотухина.
- 2007. «Прощание в июне» А. Вампилова. Театр-студия В. Золотухина.
- 2008. «20 минут с ангелом» А. Вампилова. Театр-студия В. Золотухина.
- 2009. «Меж двух стульев» Е. Клюева. Театр-студия В. Золотухина.
- 2010. «Тэффи», «Мюзикл!!!». Театр-студия В. Золотухина.
- 2010. «Этот странный мир театра» М. Митуа. Независимый проект.
- 2012. «Моцарт и Сальери», 2-я версия А. Пушкина. Московский Театр на Таганке.  Исп. роли Моцарта. Лауреат Международного Пушкинского фестиваля (Псков-2014), Межд. фест. "Русская классика"-2024.
- 2013. «В наш век слепцам безумцы вожаки» (по мотивам пьес У. Шекспира «Король Лир», «Гамлет»). Совм. проект театра на Таганке и лаборатории Грановского. Исп. роли Лира. Дипломант Московского Международного фестиваля "Только Шекспир" (2014).
- 2013. «Век скоро кончится». Моноспектакль по поэзии И. Бродского. Театр Грановского. Лауреат Международных фестивалей - Москва, Тбилиси, Екатеринбург, Лобня.
- 2016. "Остановиться, оглянуться..." В. Шукшина. Театр Грановского. Исп.ролей: Прокурор, Рашпиль. Дипломант фестиваля "Шукшинские дни" (2017). 4 премии Межд. фестиваля "Русская классика"-2021.
- 2017. "Пир во время чумы" А. Пушкина (2-я версия).  Театр Грановского. Исп.роли Вальсингама. Лауреат Международного фестиваля "Русская классика"-2022.
- 2018. "Недотёпы" (по мотивам "Вишнёвого сада" А. Чехова). Театр Грановского. Исп. роли Епиходова.
- 2019. "Строитель" С. Михоэлса (к 100-летию Государственного Еврейского Театра).  Театр Грановского. Исп.роли Духа Былого.
- 2023. "Демон" М. Лермонтова. Театр Грановского. Премия Ольге Тайшихиной за лучшую женскую роль - Международный фест. "Русская классика"-2024.
- 2023. "Алиса в Стране Чудес" Л. Кэррола. Театр-студия на Лосином острове. Исп. ролей: Король,Телепах.
- 2024. "Глазами Шейлока" У. Шекспира и А. Радовского. Театр Грановского. Исп. роли Шейлока.
- 2024. "Бено-Пух и все совсем другое". По мотивам сказки А. Милна. Театр на Обводном, Тбилиси.

##### Роли в кино
- 2004. «Московская сага» (реж. Дм. Барщевский) — кремлёвский врач.
- 2005. «Казус Кукоцкого» (реж. Ю. Грымов) — священник отец Владимир.
- 2010. «Пересадка» (Германия-Россия, реж. М. Учителев) — Пауль.
- 2008. «Тяжёлый песок» (реж. А. Барщевский) — Гершл-трус.
- 2012. «Цвет черемухи» (реж. А. Лобанова) — польский ветеран Волдек.

##### Роли в телесериалах
- 1996. «Клубничка» - экспедитор Эдик.
- 2005. «Кулагин и партнёры» - режиссёр Мальков.
- 2007. «Закон и порядок» - наркоделец Туманишвили.
- 2010. «Всегда говори "всегда"» - инвестор Илья Самойлович.
- 2015. «Особый случай». «Цветочница» — певец Альберт.
- 2017. «Последний мент» — богослов Сомов.

##### Радио
1996-98. «…не только Бродский». (Московская радиостанция «Ракурс», ведущий авторской программы). Выпущено 47 передач о Бродском, Рейне, Кушнере, Битове, Кривулине, Охапкине, Уфлянде и др.

### Награды
- 2017 — Почётный деятель искусств города Москвы.